# Студениця (Житомирський район)
Студе́ни́ця — село в Україні, в Житомирському районі Житомирської області.

## Географія
Селом протікає річка Свинолужка.

## Історія
Спочатку село було відоме як містечко Студена Вода (польськ. — Studenna Woda, Studenica).
Перша писемна згадка про село датується 1583 роком.
Зем'янин Іван Стрибель придбав маєток у родини Корчовських. Наступним власником Студеної Води стає його син Богдан.
У 1590 році Василь Тиша-Биковський з Беліковець разом із помічниками напали на маєток, вбили слугу Богдана Стрибеля, покрали худобу та продукти.
У 1618 році сусідні зем'яни знову напали та спалили Студену Воду, лиш залишили будинок Петра Богдановича Стрибеля за винагороду.
В документах востаннє Стрибелі вказані власниками села у 1628 році. В 1630-х роках у села з'явився новий власник — ротмістр Людвік Олізар Волчкович, який успадкував Коростишів.
У 1754 році з села Студениця сплачував подимний податок дідич Студеницького ключа, володимирський підкоморій, Костянтин Юзефович Олізар.
У 1790 році на кошти прихожан побудована дерев'яна церква в ім'я Успіння Пресвятої Богородиці.

### У складі Російської імперії
Згідно ревізії 1834 року, частина села належала маршалку Волинської губернії Костянтину Леонардовичу Олізару Волчковичу (35 дворових, 325 кріпаків), частина Павла Олізара відійшла донькам Марії Городененській (326 кріпаків).
У 1855 році коштом прихожан реставрована церква.
На 1860 рік власником був пан Олізар.
Станом на 1906 рік у селі Студениця Левківської волості Житомирського повіту Волинської губернії налічувалось 350 дворів, 2198 жителів. А на Студеницькій фермі Богдановича Мар. Костянт., що займала 900 десятин землі — 7 дворів, 77 жителів.
На 1913 рік у селі розміщувалось кредитне товариство, працювала винна лавка № 91 та млин Будеравського М., на якому значилось 2 робітники.

### У складі УРСР
Радянську окупацію встановлено в січні 1918 року.
З 1923 року підпорядковане Студеницькій сільраді. З 28 вересня 1925 року входить до складу Коростишівського району.
На території села з 1923 року розміщувався колгосп «Україна».
Станом на 1973 рік у селі проживало 2378 чоловік.

#### Німецько-радянська війна
Під час війни на фронтах боролись 454 жителя села, 325 з них нагороджено. Загинуло 229 солдат.
На згадку про них, односельчани встановили пам'ятник у 1969 році.

## Населення

### Мова
Розподіл населення за рідною мовою за даними перепису 2001 року:
| Мова       | Кількість | Відсоток |
| ---------- | --------- | -------- |
| українська | 1411      | 98.19%   |
| російська  | 26        | 1.81%    |
| Усього     | 1437      | 100%     |

## Інфраструктура
На території села функціонують ліцей та дошкільний навчальний заклад.

## Відомі уродженці
- Божок Василь Миколайович (* 1986) — старший лейтенант Збройних сил України, учасник російсько-української війни. Герой України.
- Кухарчук Петро Михайлович (* 1962) — український науковець, письменник.
- Слюсаренко Анатолій Гнатович (нар. 15 серпня 1938) — український науковець, академік НАПН України, академік АН ВШ України, доктор історичних наук, професор.
- Галина Шахрай - вчитель, філолог
- Володимир Шахрай - вчитель, біолог
- Валерій Шахрай -  військовослужбовець, десантні війська, лейтенант
- Світлана Шахрай - сімейний лікар
- Наталя Шахрай - хірург
- Марина Шахрай - хірург
- Тетяна Шахрай- фінансист

## Галерея

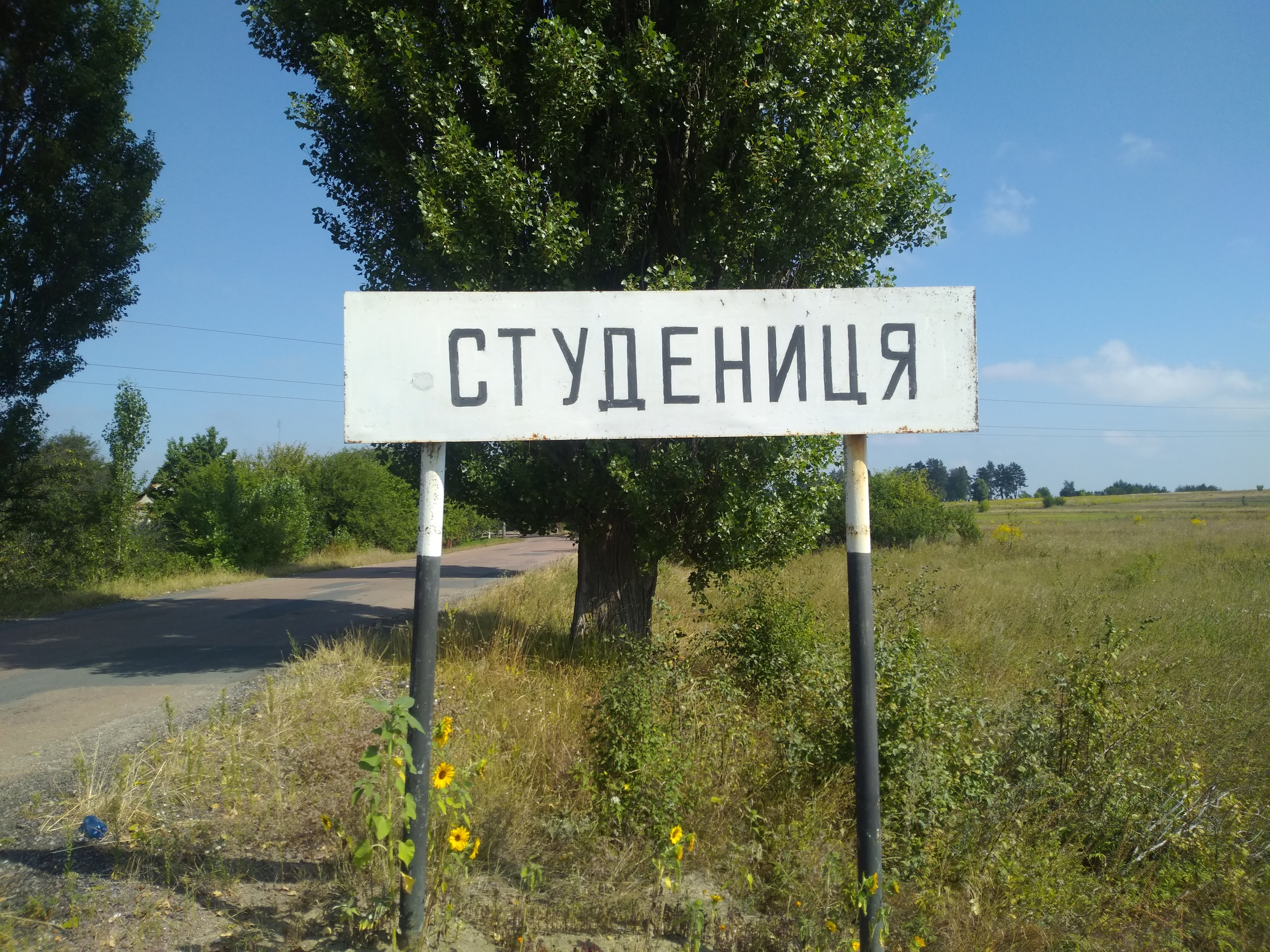
Знак на в'їзді до села з боку Кмитова
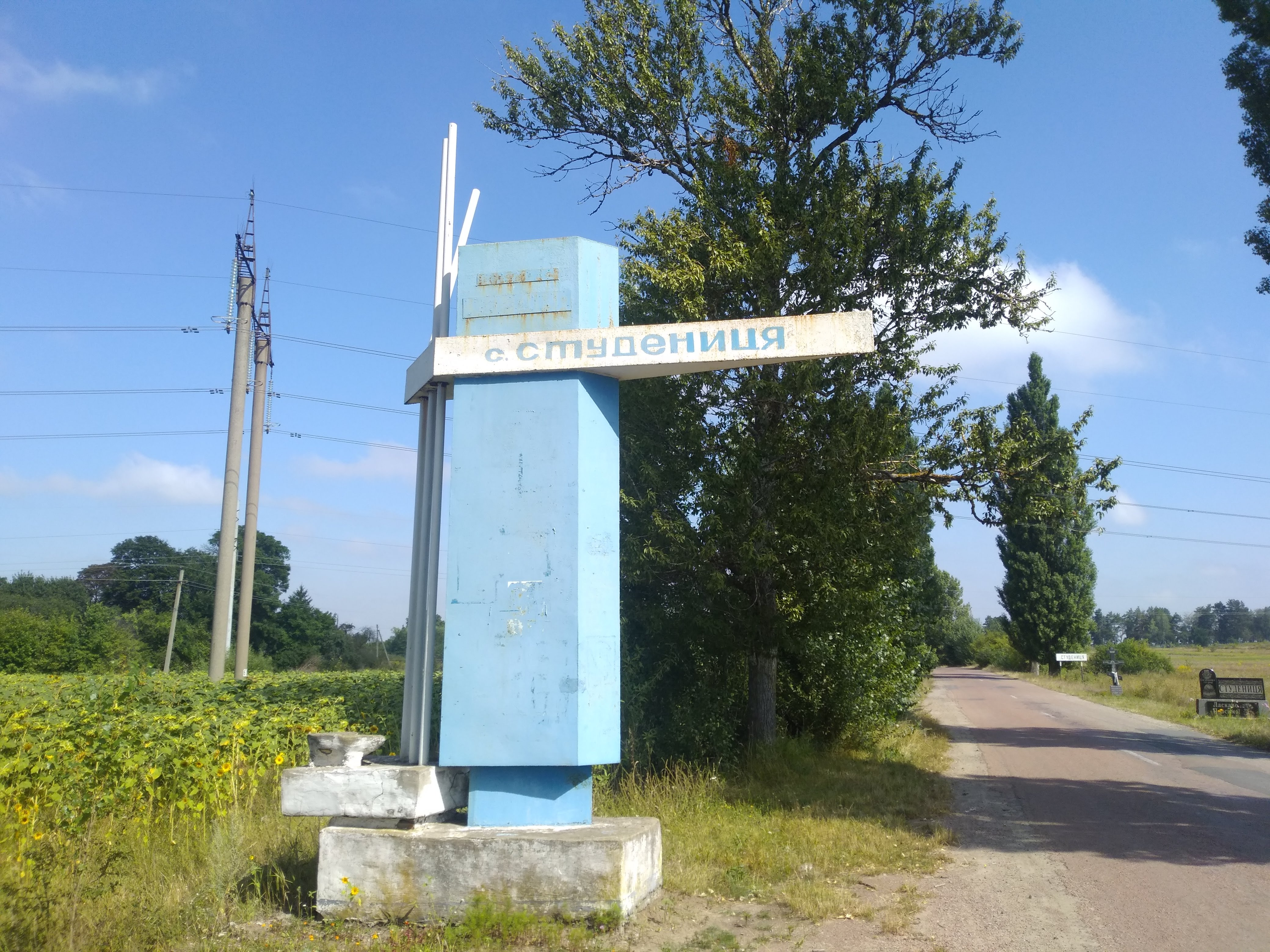
Стела на в'їзді до села
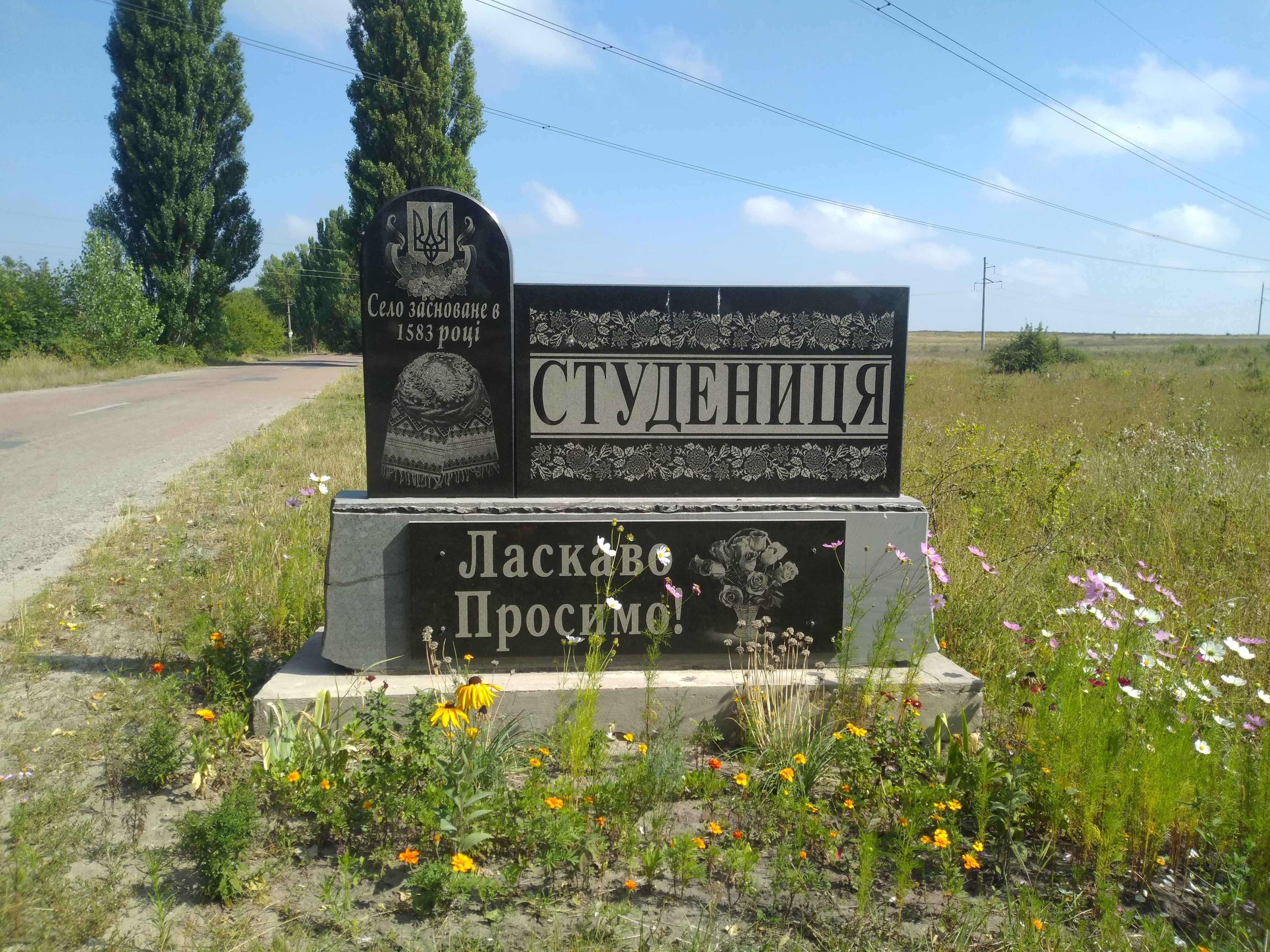
Пам'ятний знак на в'їзді до села
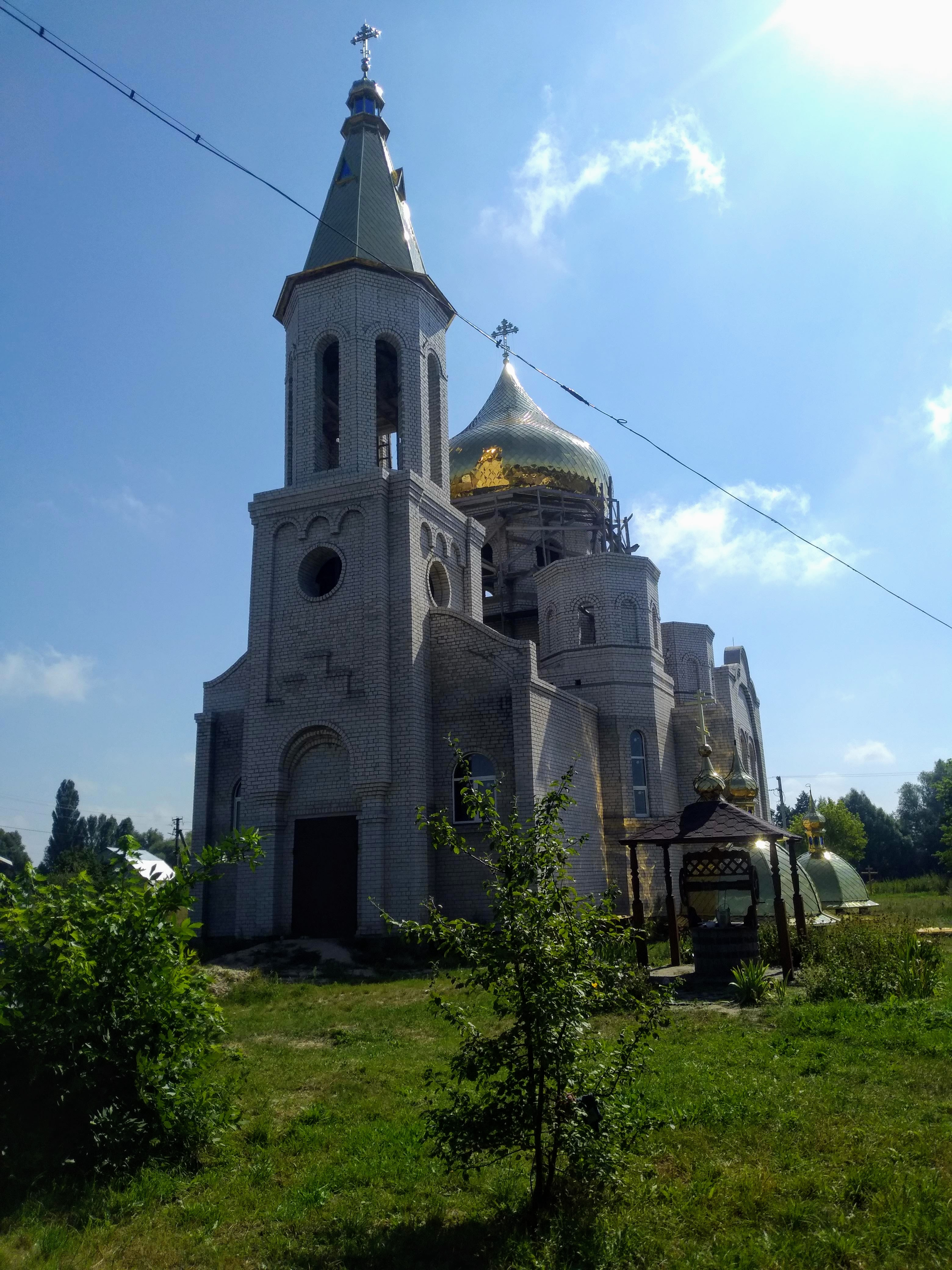
Церква
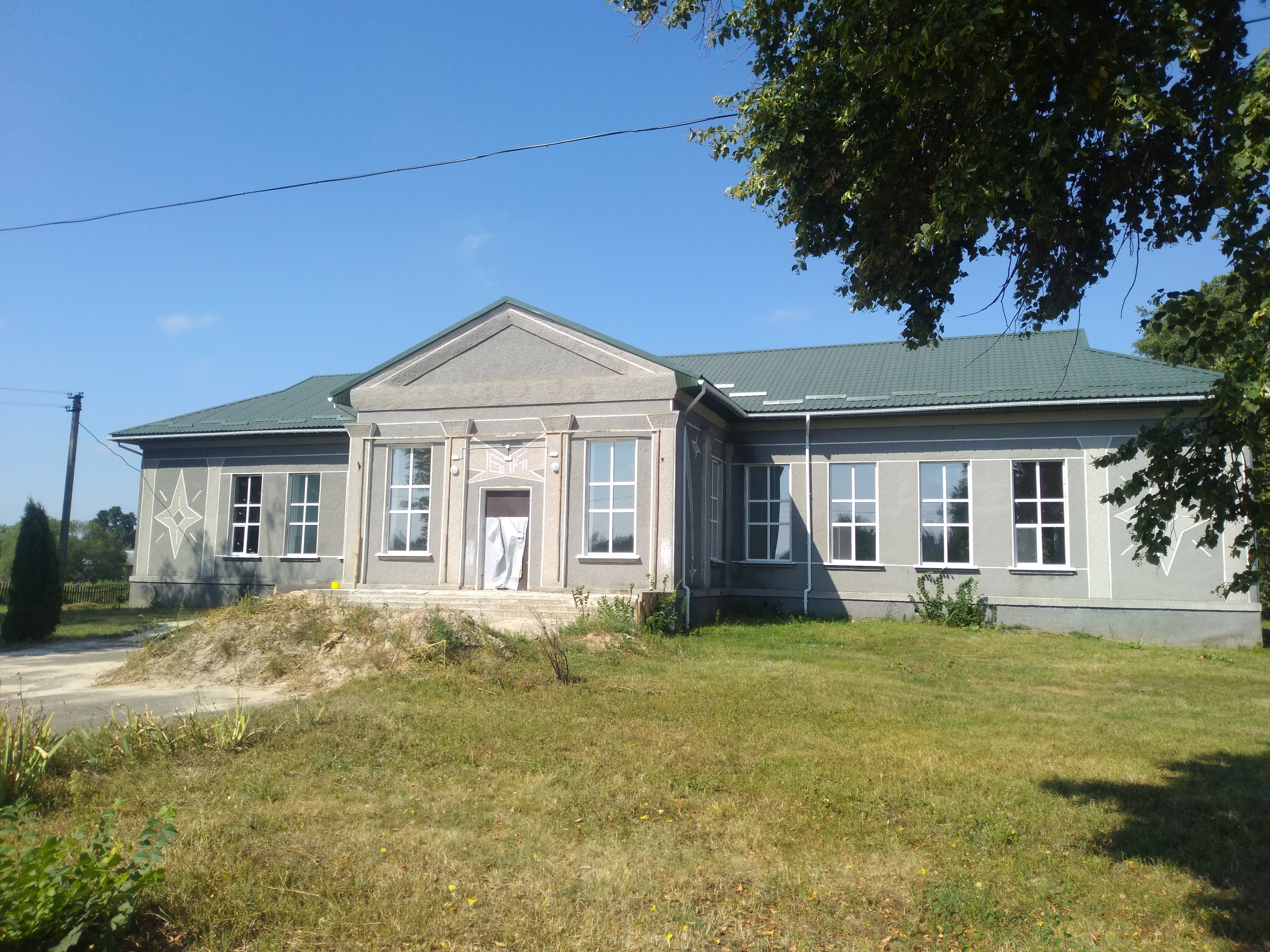
Будинок культури
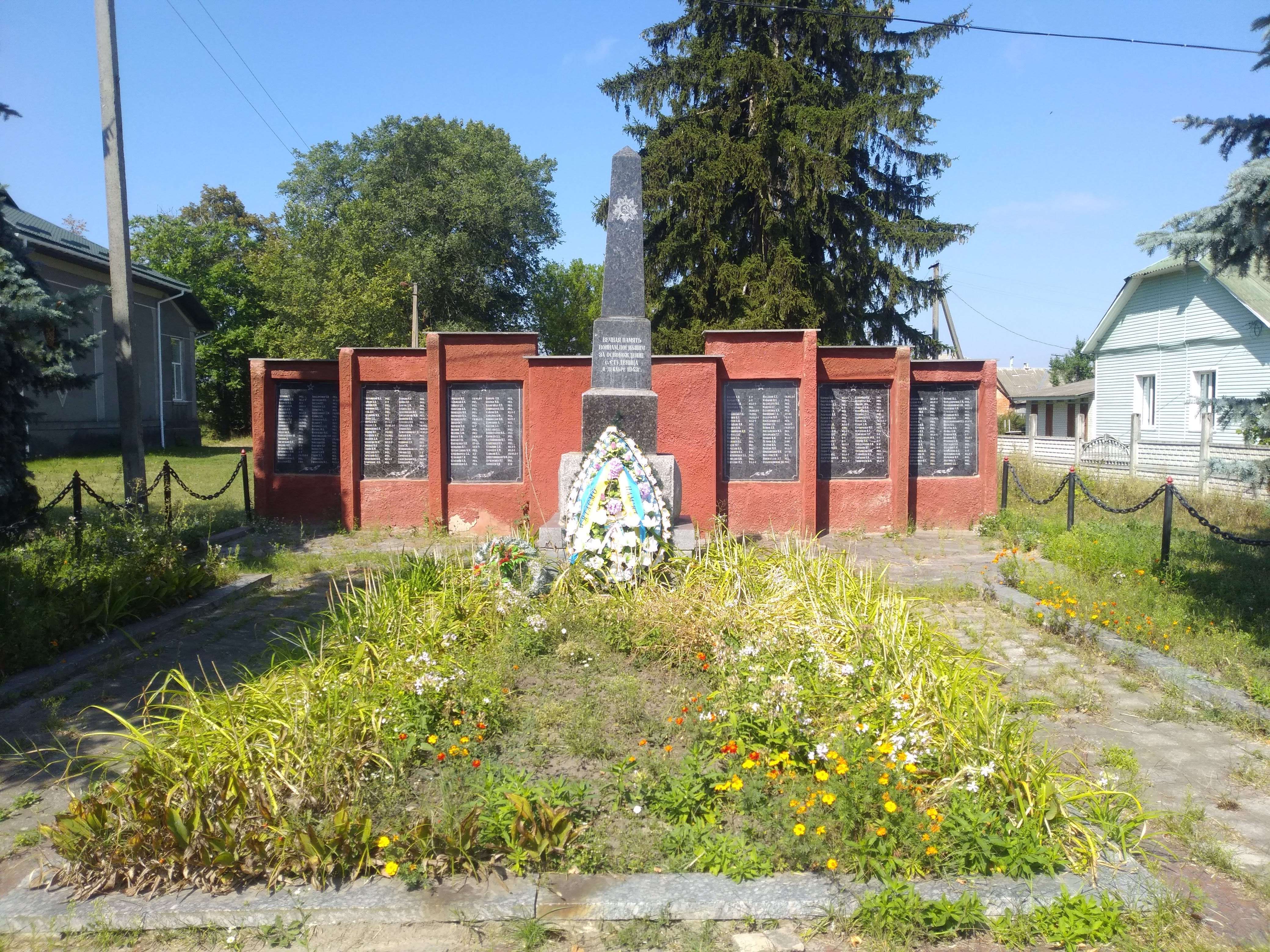
Пам'ятник жителям села, загиблим під час Другої світової війни